# École nationale supérieure de physique, électronique et Matériaux
Die École nationale supérieure de physique, électronique et Matériaux (Phelma) ist eine französische Ingenieurhochschule, die 2008 gegründet wurde.
Die Hochschule bildet Ingenieure mit einem multidisziplinären Profil aus, die in allen Bereichen der Industrie und des Dienstleistungssektors arbeiten.
Die Phelma ist in Grenoble. Die Schule ist Mitglied der Grenoble INP.